# 14537 Týn nad Vltavou
14537 Týn nad Vltavou là một tiểu hành tinh vành đai chính với chu kỳ quỹ đạo là 1478.1387589 ngày (4.05 năm).
Nó được phát hiện ngày 10 tháng 9 năm 1997.